# Публий Корнелий Сципион (претор)
Публий Корнелий Сципион (лат. Publius Cornelius Scipio) (около 24 до н. э. — после 20 года) — римский военный и политический деятель.
Публий Корнелий Сципион — сын Публия Корнелия Сципиона (консула в 16 году до н. э.).
Занимал должности:
- децемвира по разрешению тяжб — около 4 года до н. э.;
- квестора-пропретора Ахайи — во 2 году н. э.;
- народного трибуна — около 4 года;
- претора — около 7 года;
- легата (? проконсула) при Августе и Тиберии — около 9 года и после 14 года.

Публий Корнелий Сципион имел сына — Публия Корнелия Сципиона Орестина.